# 찰피나무
찰피나무(Tilia mandshurica)는 한반도 중부 이북의 산지에 나는 낙엽교목으로 높이 30m이다. 잎은 어긋나며 난상 원형으로 끝은 짧게 뾰족하고, 가장자리에는 가는 톱니가 있고, 표면에는 잔털이 약간 있으며, 뒷면에는 회색 또는 흰색 별 모양의 털이 빽빽이 난다. 길이 8-15cm, 맥겨드랑이에 별 모양의 털이 없고, 잎자루에는 털이 있다. 꽃은 7-20송이씩 취산꽃차례로 달리고, 꽃자루는 7-9cm, 양 면에 별 모양의 털이 있고, 연한 노란색을 띤다. 꽃받침은 넓은 피침형으로 겉에 별 모양의 털이 드문드문 있고, 꽃잎은 연한 황색으로 5개의 수술 뭉치가 있다. 열매는 둥근 모양으로 기부에 약간 줄이 있다. 목재는 기구재·목기 제조용으로 껍질은 새끼줄 대용으로 쓰인다.